# Саїд Мустафов
Саїд Шерифов Мустафов (болг. Саид Шерифов Мустафов; нар. 13 березня 1933, село Коноп, Тирговиштська область) — болгарський борець вільного стилю турецького походження, триразовий бронзовий призер чемпіонатів світу, бронзовий призер Олімпійських ігор.

## Життєпис
Саїд Мустафов дебютував на чемпіонаті світу у 1962 році, на якому посів шосте місце. На всіх інших трьох світових першостях, в яких він брав участь, болгарський борець завойовував бронзові нагороди. Це відбувалося тричі поспіль з 1965 по 1967 рік.
На літніх Олімпійських іграх 1964 року в Токіо болгарський спортсмен теж здобув бронзову медаль, пропустивши вперед Олександра Медведя із СРСР та Ахмета Аїка з Туреччини. Причому з турком свій поєдинок на цьому турнірі він звів унічию. Все залежало від останньої сутички між болгарським і радянським борцями. Якби Мустафов виграв, він міг би стати олімпійським чемпіоном. Але Медведь вже 39-й секунді поєдинку поклав його на лопатки.
На другу свою Олімпіаду 1968 року в Мехіко Саїд Мустафов поїхав, коли йому вже виповнилося 35 років і він був найстаршим на цьому турнірі у ваговій категорії до 97 кг. Тим не менш, він зумів гідно виступити, зупинившись за крок до п'єдесталу. На цей раз попереду були все той же Ахмет Аїк з Туреччини, Шота Ломідзе із СРСР та Йожеф Чатарі з Угорщини.

## Спортивні результати на міжнародних змаганнях

### Виступи на Олімпіадах
| Змагання                    | Збірна   | Вагова категорія          | Місце  |
| --------------------------- | -------- | ------------------------- | ------ |
| Літні Олімпійські ігри 1964 | Болгарія | вільна боротьба, до 97 кг | Бронза |
| Літні Олімпійські ігри 1968 | Болгарія | вільна боротьба, до 97 кг | 4      |

### Виступи на Чемпіонатах світу
| Змагання                        | Збірна   | Вагова категорія          | Місце  |
| ------------------------------- | -------- | ------------------------- | ------ |
| Чемпіонат світу з боротьби 1962 | Болгарія | вільна боротьба, до 97 кг | 6      |
| Чемпіонат світу з боротьби 1965 | Болгарія | вільна боротьба, до 97 кг | Бронза |
| Чемпіонат світу з боротьби 1966 | Болгарія | вільна боротьба, до 97 кг | Бронза |
| Чемпіонат світу з боротьби 1967 | Болгарія | вільна боротьба, до 97 кг | Бронза |